# Sayyid Mir Muhammad Alim Khan
Sayyid Mir Muhammad Alim Khan, död 1944, var emir av Emiratet Bukhara mellan 1911 och 1920. Han kom från den mangit stammen av Uzbeker.  

## Biografi
Sayyid Mir Muhammad Alim Khan studerade i Sankt Petersburg 1893–1896, och utnämndes officiellt till tronarvinge vid sin återkomst till Bukhara 1896. Han var sedan vice guvernör i Nasef, och guvernör i Karmana 1908–1910. Han efterträdde 1910 sin far som emir av Bukhara. Emiratet Bukhara var ett ryskt protektorat, men han regerade som monark över dess inre angelägenheter. Han visade initialt en viss teoretiskt reformvilja, men skrinlade reformplanerna då han insåg att ett progressivt samhälle i slutändan skulle innebära ett avskaffande av monarkin.
I mars 1918 meddelade den progressiva mladobukharans-rörelsen bolsjevikerna i Tasjkent att innevånarna i Bukhara var redo för revolution och uppmanade röda armén att inta staden. Röda armén sände en delegation till emiren och uppmanade honom att överlämna staden. Som svar lät han avrätta delegationen och ryska kommunister inne i staden. Röda armén, som då var dåligt organiserad med otillräckliga provisioner, gav upp försöket för den gången då de upptäckte att stödet i Bukhara var mindre än beräknat. Den 2 september 1920 lanserades slutligen Bukharaoperationen och Bukhara intogs av en väldisciplinerad armé under befäl av Mikhail Frunze. Emiren flydde i augusti till först Dusjanbe och sedan till Kabul i Afghanistan, där han bodde i resten av sitt liv.
Det är okänt hur många barn han hade med sina hustrur och slavkonkubiner, men antalet barn uppges ha varit runt 500. Han hade tre officiella hustrur, utöver ett okänt antal slavkonkubiner i sitt harem. Han uppges ha haft ett harem med hundra förslavade kvinnor och ett separat harem med "danspojkar"; när han flydde till Afghanistan lämnade han kvar sina konkubiner i haremet, men tog med sig en del av sina danspojkar. Vid sin flykt tog han med sig många medlemmar av sin familj, men glömde kvar tre av sina söner och ytterligare några medlemmar av sin familj. Hans söner omhändertogs av sovjetiska staten och sändes till ett barnhem i Moskva.